# Alexander Böker
Robert Alexander Böker (* 13. April 1912 in Heidelberg; † 23. Mai 1997 in München) war ein deutscher Journalist und Diplomat.

## Leben
Der Sohn eines Offiziers absolvierte nach dem Schulbesuch ein Studium der Rechtswissenschaften, Staatswissenschaften, Philosophie und Volkswirtschaftslehre an der Ludwig-Maximilians-Universität München sowie der Friedrich-Wilhelms-Universität zu Berlin sowie der Albertina. Aufgrund der Situation im Dritten Reich sowie seiner eigenen Erlebnissen während der Sudetenkrise und der Novemberpogrome 1938 ging er in die USA und studierte im Rahmen eines Rhodes-Stipendiums von 1939 bis 1943 an der University of Oxford sowie der Harvard University und schloss diese Studien mit einem Bachelor of Arts (B.A.) sowie Master of Arts (M.A.) ab.
Nach seiner Promotion zum Doctor of Philosophy (Ph.D.) am dortigen Lehrstuhl für Verwaltungswissenschaft von Professor Heinrich Brüning mit einer Dissertation zum Thema „Die Ernährungswirtschaft im Deutschen Reich während des Ersten Weltkrieges“ war er Assistent an Universitäten in den USA sowie Journalist. Aufgrund seiner Ablehnung der US-amerikanischen Staatsbürgerschaft und des Militärdienstes in der United States Army erhielt er nach dem Ende des Zweiten Weltkrieges erst 1948 die Erlaubnis zur Rückkehr nach Deutschland. Zunächst war er weiterhin als Journalist tätig und daneben auch Mitarbeiter des Deutschen Friedensbüros.
Im Mai 1949 kehrte Böker nach Deutschland zurück und war bis Oktober 1949 beim Verwaltungsrat des Vereinigten Wirtschaftsgebiets in Frankfurt tätig. Im Oktober 1949 erfolgte seine Ernennung zum Mitarbeiter der Verbindungsstelle zu den Außenhandelskammern im Bundeskanzleramt nach Bonn. Am 25. Oktober trat Böker in den Diplomatischen Dienst des Auswärtigen Amtes und war zunächst in der Politischen Abteilung im Angestelltenverhältnis beschäftigt. Von 1953 bis 1956 war er als Legationsrat 1. Klasse an der Botschaft in Frankreich tätig. 1956 kehrt er ins Auswärtige Amt zurück und verblieb dort bis 1958 in verschiedenen Positionen. Danach war er zwischen 1958 und 1963 als Politischer Direktor beim NATO-Generalsekretariat in Paris tätig.
Zuletzt war er von 1963 bis 1968 Generalbeauftragter für die Abwicklung der deutschen Hilfe für die Flüchtlinge aus Palästina im Amt eines Ministerialdirigenten im Auswärtigen Amt und von 1968 bis 1971 als Nachfolger von Sigismund von Braun Beobachter im Range eines Botschafters bei den Vereinten Nationen in New York City.
Im Anschluss wurde er als Botschafter beim Heiligen Stuhl in Rom akkreditiert. Dieses Amt übte er bis zu seiner altersbedingten Versetzung in den Ruhestand und seiner Ablösung durch Walter Gehlhoff 1977 aus.
Für seine Verdienste wurde er 1969 mit dem Bundesverdienstkreuz I. Klasse sowie 1975 mit dem Großen Bundesverdienstkreuz ausgezeichnet.
Zu seinem 85. Geburtstag erschien 1997 kurz vor seinem Tode eine Festschrift mit dem Titel „Pforten zur Freiheit: Festschrift zum 85. Geburtstag von Alexander Böker“, die von Lothar Bossle herausgegeben wurde.